# Nome (Norvegia)
Nome è un comune norvegese della contea di Telemark. Ulefoss è un villaggio che fa parte di questo comune.

## Storia

### Simboli
Lo stemma del comune di Nome è stato concesso con decreto reale il 10 marzo 1989.
La partizione a scalini simboleggia il canale di Telemark che attraversa il comune e i diversi livelli di altezza del canale.